# CRぱちんこチェッカーズ
『CRぱちんこチェッカーズ』は、2006年6月に京楽産業.から発売されたデジパチタイプのパチンコ機。

## 概要
- 1980年代に一世を風靡し、社会現象にもなったロックバンドのチェッカーズをモチーフとした機種で、京楽初のロースペック機種。1機種1台が特徴の京楽では珍しいロースペックタイプ「STF1」、ミドルスペックタイプ「M62TF7」の2種類があり、今はロースペックタイプの方が多く残っている。なのでここでは「STF1」を取り上げる。見分け方としては、盤面のメンバー配置は同じだが背景が違い、STF1は黒バック、M62TF7は明るいチェック柄。

- 大当り終了後は4回転確変に突入、当たらずスルーすると時短に入り、これもスルーすると通常画面に戻る。2R突確もあり。なお著作権は、当時メンバーが所属していた芸能事務所のスリースタープロであり、現在は各々の事務所に所属しているメンバー達にはあまり関係がない。故にこの機種のために曲を録り直す、現在のメンバー達が画面に登場する、メンバー達が「リーチ」等の声を担当するといった、タイアップ機種でありがちな演出は一切なく、スリースタープロが所有している写真やライブ映像を使っている。

## モード
通常時
- 背景は街・ビーチ・ドライブインの3種類。それぞれ真ん中に大きなターンテーブルがあり、真ん中に「THE CHECKERS」と表記。デジタル回転音は「ONE NIGHT GIGOLO」の冒頭部分。背景は「街→ビーチ→ドライブイン」という繰り返しの順番で、数十回転すると背景がチェンジされる。そこで「①・背景チェンジが逆になると激アツ（街背景ならドライブイン背景、ビーチ背景なら街背景、ドライブイン背景ならビーチ背景に変わると激アツとなる）」「②・背景チェンジが起きてから1回転で背景チェンジが起こると激アツ、9回転以内だとややアツ」で、①と②が複合すると更に激アツとなる。また、背景の落書きが「ROCK」から「REACH」に変わる（街）、浮き輪（ビーチ）・車（ドライブイン）が黄色になるとリーチ確定。背景にたぬ吉が出ると大当り確定。

ロボロボジャンケンモード
- デジタル回転中にフミヤロボが降りてきて、CHANCEボタンを押すと突入、その際グー・チョキ・パーのルーレットが出現、更にフミヤロボが画面右に体を半分出した状態で待機する。CHANCEボタンを押さなければスルーする。BGMはこのモードのオリジナル。フミヤロボと画面左下隅に操縦士の女の子が出てくるとジャンケン勝負。CHANCEボタンを押してジャンケンをする（押さなくても自動で止まる）。勝てばスーパーリーチ確定、あいこでリーチor擬似連の可能性あり、負けはハズレである。リーチ成立でモード終了、ハズレ後に通常画面に戻る。操縦士がフミヤだとジャンケンの勝率がアップする。モード突入時にカーテンコールと複合、ジャンケン負けでリーチ成立は大当り濃厚。

サプライズステージ
- 大当り終了後に突入するチェック柄をモチーフとしたステージ。BGMとして次回大当り時に追加される曲がインストゥルメンタルで流れる。ターンテーブルの「THE CHECKERS」の表記が一部変わる。背景チェンジは起こらず、出てくる小キャラが制限される。

- 画面の右下の隅に花のマークがあり、デジタル回転と同時に赤・青・黄・緑に点滅、回転終了後に停止、擬似連なら止まらない。ハズレなら緑、大当りの場合、図柄の色に応じて赤・青が付く。
- ミドルスペックの時短は「DJモード」という特殊モードに入る。

## 図柄
- 1・3・5・7・9・∮- 4回転確変＋96回転時短（チャンスタイム100回!と表記。サプライズステージ中は7がメンバー全員の図柄、それ以外はフミヤ図柄に変更）
- 2・4・6・8・♪・♫- 4回転確変＋16回転時短（チャンスタイム20回!と表記。サプライズステージ中は2がマサハル、4がクロベエ、6がユウジ、8がタカモク、♪がトオル、♫がナオユキ図柄に変更）

## 予告
カーテンコール予告
- リーチ確定予告。デジタル回転時に液晶上部の電飾が轟音と共に光る。擬似連と絡むことが多い。最低1回、最高4回まで続く。

レコードチェンジ予告
- ターンテーブルの上にレコードがセットされる。擬似連でブロンズ→シルバー→ゴールド→レインボーの順にステップアップ。ゴールドレコードまで行くと激アツ。レインボーレコードまで行くと「ギザギザハート~」リーチが確定。ブロンズで終わるガセが多い。カーテンコール予告と絡むことが多い。黒レコードも出るが擬似連とは別物で、擬似連には絡まない。
- 擬似連2回以上でステップアップ予告が始まらずにリーチになったことがあり、実戦上大当りに繋がっている。

くす玉予告
- 画面右上隅にくす玉、左下隅にフミヤが登場。CHANCEボタンを押すとフミヤがくす玉を割る。くす玉を割る道具はゴムパチorバズーカで、バズーカなら必ず割れる。くす玉は黄色→赤→ゼブラ→鋼鉄の4種類で、もし割れた場合はこの順番で信頼度が高くなる。黄色or鋼鉄は割れないガセが多いが、赤orゼブラは必ず割れるので割れなければ擬似連確定である。
- 割れると中から垂れ幕が出現、内容（リーチの発展先を示唆する物もある）や文字の色で信頼度が変わり、青字→黒字→赤字の順で信頼度が高くなる（垂れ幕「祝 ○○万枚突破!!」が赤文字とされ、純粋な赤文字垂れ幕は「チェッカーズ!!」と「人気爆発中!!」の2種類で、黒文字の「チェッカーズ!!」「人気爆発中!!」もある。また垂れ幕の1つに「キャ~♥」があり、ピンクのハートがあるため、赤文字に匹敵すると思われがちだが、青文字扱い）。擬似連もあり、3回以上続くと激アツ。4回で「ギザギザハート~」リーチが確定。
- くす玉の中からハトが出てくる場合もあり、1羽ならチャンス、2羽なら激アツ。そしてハトが3羽、他に逆さたぬ吉出現、垂れ幕が「祝 99万枚突破!!」、「人気爆発中!!」、「京楽マーク」なら、くす玉の種類を問わず大当り確定。カーテンコール予告と絡むことが多い。
- 信頼度の低い青字垂れ幕だが、擬似連3回以上で出ると激アツ。またサプライズステージでの鋼鉄くす玉の大当りは赤図柄確定。

- レコードチェンジ予告、くす玉予告はカーテンコール予告と絡まない擬似連が起こることもある。その時は右下の花のマークや保留ランプをチェック。前者は止まらない、後者は減らなければ擬似連。

ステップアップ予告
- 2種類あり、信頼度は「ワンナイト~」より「ギザギザ~」の方が高め。

ワンナイトステップアップ予告
1. レコード出現
2. ユウジとトオルが登場（リーチかも?）
3. クロベエとナオユキが登場（リーチ確定）
4. マサハルとタカモクが登場（スーパーリーチかも?）
5. フミヤが登場（スーパーリーチ確定）

本来の順番を踏まずに、いきなりステップ5まで行くとチャンスアップ（例：ステップ2で終わったが、いきなりステップ5に到達）。
ギザギザステップアップ予告
1. レコード出現
2. サックスを吹くナオユキが登場（リーチ確定　この時イントロもギザギザハートの子守唄である）
3. ベースのユウジ、ギターのトオルが登場（スーパーリーチかも?）
4. ドラムのクロベエが登場（スーパーリーチ確定）
5. ボーカルのフミヤ、タカモク、マサハルが登場（信頼度大幅アップ）

- ステップ2、3止まりでも実際はスーパーリーチに発展している。

- ワンナイト予告は黒orブロンズレコード、ギザギザ予告は擬似連のシルバーレコード以上で発生するのがほとんどだが、黒orブロンズレコードでギザギザ予告が始まると激アツ。

スベリ予告
- リーチにならないと思いきや、右図柄がすべってリーチになる。アニメのフミヤが図柄を蹴る「キャラスベリ」と、ONE NIGHT GIGOLOの写真が出てくる「実写スベリ」があり、後者の方が激アツ。

イントロ予告
- 左図柄が止まる時にイントロが流れ、そのリーチへ発展することを予告。更に右図柄が止まる際にフミヤの実写が出てくると信頼度がアップする。発展先が予告と異なれば激アツ。

小キャラ予告
- デジタル回転時に小キャラが出てくる。泡が出ると中図柄が左図柄の±1つの範囲内で止まる、流れ星が出ると左図柄が必ず赤図柄で止まる、カラスが出るとノーマルリーチ確定予告、フクロウが出てリーチがかかると激アツ、カモメが出てリーチがかかると大当り確定。複合や矛盾が起きると激アツの場合あり（後述）。小キャラ飛行船（街・サプライズステージ）、クジラ（ビーチ）、UFO（ドライブイン）がビッグサイズで出現すれば大当り確定。

ディスコボール予告
- この機種の最強予告。画面の右上と左上の隅にあるディスコボール役物が、効果音と共に出現する。出現タイミングはリーチ成立直後、チャンス目停止後、ギザギザワープ中で、信頼度大幅アップ。リーチハズレ後の出現は赤図柄での大当りが確定する復活大当り。デジタル回転直後に出ると赤図柄での大当りが確定するHPにも載っていない裏プレミアム。

## リーチ
ノーマルリーチ
- 「あの娘とスキャンダル」の冒頭のイントロと共に発展。すぐに止まるショートと、舞台が反転しメンバーのシルエットが出るロングの2種類。信頼度（☆で表し、満点は5）はショート･ロング共に☆0.5。稀に当たることもあるが、スーパー発展のための繋ぎ。UFOが出ると宇宙ステーションへ行き、スーパーに発展。ジャケットセレクトでリーチ（涙のリクエスト・ジュリアに傷心・神様ヘルプ!・ギザギザハートの子守唄）が選択される。
- 宇宙ステーションへ行く際、リーチ図柄が変わると大当り濃厚（青図柄→赤図柄）、流れ星が出るとチャンスアップ。UFO群出現で大当り確定。ジャケットセレクトで選ばれたリーチと発展先が矛盾すると大当り濃厚。

涙のリクエストリーチ
- プールのウォータースライダーで水着のフミヤが図柄に乗って大当りを狙うショート、ハズレても場面転換してタカモクとマサハルが大当り図柄を押し上げるロング、更にハズレても衣装のボーカル3人が出て来れば実写SP。信頼度はショートで☆1、ロングで☆1.5、実写SPで☆2.5。
- フミヤの水着がゼブラ柄なら激アツ。場面転換時のプールサイドに楽器メンバーが顔を出せばチャンスアップ。実写SPでボーカル3人の後ろに楽器メンバーが後ろで踊っていれば大当り確定。

ジュリアに傷心リーチ
- ダンスステージでフミヤと女の子が踊り、大当り図柄を狙う。ハズレて照明暗転後、煙が上がれば実写SP。信頼度は前半で☆1.5、実写SPで☆3。
- 女の子がウインクした時に出るハートが赤ではなくピンクならチャンスアップ。照明暗転時にたぬ吉が出れば大当り確定。煙が上がった際にフミヤの衣装がゼブラ柄なら激アツ。

神様ヘルプ!リーチ
- 廃墟の街でボーカル3人が図柄に追いかけられる。大当り図柄がハズレ図柄を粉砕する。ハズレてもUFOが図柄を吸い上げれば実写SP。フミヤが口からビームを出し、ハズレ図柄を破壊する。信頼度は前半で☆1.5、実写SPで☆3.5。
- 図柄に追いかけられる際、タカモクとマサハルが転ばずに走り切れたら大当り確定、図柄と一緒にUFOも追いかけて来たらチャンスアップ。図柄を吸い上げるUFOがゼブラ柄なら激アツ、UFOに吸い上げられるキャラがタカモクではなくポニーだったらチャンスアップ。

ギザギザハートの子守唄リーチ
- いきなり実写から始まる。ジャケットセレクトで選ばれる、リーチ後にターンテーブルが蓋の様に開き、セットとメンバーを吸い込んで発展するギザギザワープの2種類あり、信頼度はジャケットセレクトで☆4、ギザギザワープで☆4.5と後者の方が信頼度が高い。
- サプライズステージでの大当りは赤図柄確定。

星屑のステージリーチ
- チャンス目から発展、デジタル停止音は通常と違う。カーテンが一旦閉まって開き、場面が宇宙へ。図柄が流れて来て、ロケットに跨ったボーカル3人がハズレ図柄を破壊して突き進む。ハズレ図柄に弾かれても実写に移行すれば実写SP。信頼度は前半で☆1.5、実写SPで☆3。
- チャンス目が「2･3･8（フミヤ）」なら激アツ。「3･9･2（光圀）」、「4･5･2（仕事人）」なら大当り確定。流れて来る図柄が全部大当り図柄なら大当り確定。流れ星の数にも注目。弾かれた後のフミヤの衣装がゼブラ柄なら激アツ。実写SPで、上から降って来る図柄の後ろに付いて来る星の色が黄色ならチャンスアップ、レインボーなら大当り確定。

俺たちのロカビリーナイトリーチ
- ノーマルショートハズレ後に発展。カーテンが一旦閉まって開き、リーゼントにTシャツGパンのフミヤが他のメンバーと共に絵柄と取っ組み合いの喧嘩に。ハズレても元の衣装に戻ったフミヤの頭の上に「!!」が出れば2R確変、「!」でトリプルSPに発展、リーチ図柄の前図柄2つが加わる（7なら5･6･7。実写ではない）。路地裏の坂から流れ落ちてくる図柄を止める。1つ目の図柄はフミヤ1人、2つ目はフミヤとタカモク、3つ目はそこにマサハル、楽器メンバーも加わる。1つ目、2つ目での大当りは赤図柄濃厚。なので殆ど3つ目で決まることが多い。信頼度は前半で☆1、トリプルSPで☆3。
- リーゼントフミヤのTシャツがゼブラ柄なら激アツ。トリプルSPで路地裏の壁にたぬ吉の張り紙が張ってあれば大当り確定。落ちてくるゴミの中からフミヤの頭に野球のボールではなく、サッカーボールが当たればチャンスアップ。

リクエストチャンス
- チャンス目から発展。カーテンが一旦閉まって開き、画面に「THE CHANCE」と表示される、京楽名物のルーレット式選択リーチ。当たれば赤図柄での大当りが確定。BGMは「神様ヘルプ!」2番の歌詞のサビ「STOP!」の部分である。ルーレットで涙のリクエスト、ジュリアに傷心、神様ヘルプ!の中から狙いを定めてCHANCEボタンを押し、ルーレットを止めてリーチを選択する。信頼度は涙のリクエストで☆3.5、ジュリアに傷心で☆4、神様ヘルプ!で☆4.5。神様ヘルプ!がギザギザハートの子守唄に変わっていると激アツ。ギザギザハートの子守唄を選択できれば大当り確定。このリーチにディスコボール予告は発生しないが、ハズレ後の大当りでは出現する。

NANAリーチ
- 大当り確定のリーチ。タイトル通り7で大当りする。実写ではない。チャンス目停止後に飛行機に乗った玉ちゃんが登場。チェッカーズライブで競演、最後は玉ちゃんが増殖する。因みにリーチ中に出てくる観覧車は、京楽の直営ホール「サンシャインKYORAKU栄」が入っているビル「サンシャイン栄」に存在する。

メドレー全回転リーチ
- 大当り確定のリーチ。ノーマルハズレ後にアルバムが出現する。アルバムが開き、涙のリクエスト→ジュリアに傷心→神様ヘルプ!→ギザギザハートの子守唄が実写と共にメドレー形式で流れ、最後にあの娘とスキャンダルの最後の部分の歌と共に赤図柄で止まる。

2R確変
- リーチハズレ後、チャンス目から発展。カーテンが一旦閉まって開き、スポットライトが当てられたメンバー、その下に「ミュージックGET!」の表示が出て4回転確変+96回転時短に突入。もしサプライズステージ中に発生すると、次の大当りに聞ける曲が飛ばされてその次の曲に移る（当たった場合、飛ばされた曲ももちろん選択可能）。
- 止まった順番は問わず、チャンス目「♪･∮･♫」の組み合わせは2R確変確定。

## ラストチャンス（再抽選）
- 大当り後、場面転換でアメリカの桟橋に。Song for U.S.A.のサビの部分と共に図柄が3回止まり、1回でも赤図柄に止まれば昇格確定。またフミヤorチェッカーズの実写がカットインすれば、赤図柄昇格確定。更に昇格しなくても、通常画面に戻る際「キラーン」の音と共に図柄が縦に反転すれば逆転昇格。ラウンド中・ラウンド後昇格はない。

- リクエストチャンス、NANAリーチ、メドレー全回転リーチでの大当りは赤図柄確定なので、再抽選は発生しない。

## 大当りラウンド
- 大当りラウンドは7Rのみ。1Rで曲を選択することができるが、初当たりはギザギザ～だけで、連チャンする度に聞ける曲目が増えていく。

聞ける曲目は番号順に以下の通り。
1. ギザギザハートの子守唄
2. 涙のリクエスト
3. 哀しくてジェラシー
4. 星屑のステージ
5. ジュリアに傷心
6. あの娘とスキャンダル
7. 俺たちのロカビリーナイト
8. 神様ヘルプ!
9. Song for U.S.A.
10. NANA
11. ONE NIGHT GIGOLO
12. ミセスマーメイド

- 基本は追加された曲が最初に来るが、CHANCEボタン操作で1度聴いた曲を聴き直すこともできる。そして2Rは選択した曲のライブ映像、4R~6Rでは赤図柄はチェッカーズのメンバーの映像、青図柄はシングルヒストリーが出る。更に13連チャン以上すると通常の12曲に加え、この機種でしか聞けないP-MIXバージョンの12曲も加わり、計24曲の中から選べる。

## 裏ボタン
- 2種類存在する。

1. デモ画面中にCHANCEボタンを押すと、ランダムで曲の一部が聴ける（デジタル表示時は除く）。
2. 3連チャン以上している状態でサプライズステージに突入時、CHANCEボタンを7回押すと次回の大当りでP-MIXを含む全24曲を選択できる。

## 備考・余談
- 朝一出目（機械の電源を入れた直後に出るデジタル画面）は、街背景の「1・2・3」。
- 今ではプレミアムとして使われている「ハッスル」は、この機種ではくす玉予告の青文字で使われており、尚且つ低信頼度であった。
- サプライズステージではメンバー図柄になるため、チャンス目「2・3・8」並びになると「マサハル・フミヤ・タカモク」と歌唱時の立ち位置になっている。
- 京楽の特色として、保留玉が1個以下だとガセの激アツ予告が多発しやすく、この機種でも保留玉0個で激アツ予告後のリーチは3個の時と比べて信頼度は半分以下に下がり、逆に保留玉3個でやや弱い予告後のリーチでも大当りの期待が高まる。無論、保留玉3個が当たりやすい、0個が当たり難いという訳ではなく、内機的に大当りであれば保留玉0個でも大当りする。
- 擬似連が続く条件として、小キャラ・リーチ確定予告が出現しないことが絶対条件で、カーテンコール予告なしでのブロンズレコードで出現した場合はハズレorリーチ、擬似連2回以上で出現した場合は必ずリーチとなる。無論、出現しなかったからといって継続確定とは限らない。
- 大当り確定予告はカモメ出現でのリーチ成立、くす玉予告の垂れ幕「祝 99万枚突破!!」「人気爆発中!!」等一部を除き赤図柄での大当りが濃厚。また垂れ幕「京楽マーク」は出現率がとてつもなく低く、目撃するのは至難の業である。
- 再抽選のラスト3回目の図柄停止の際、大当り図柄の4つ前の図柄からスクロールが始まるが（大当たり図柄が2なら♪から始まる）、大当り図柄が青図柄の場合、6つ前から始まると（2なら8から始まる）1つ前の赤図柄、4つ前でもスクロールのスピードが通常より速ければ1つ先の赤図柄昇格がそれぞれ確定する。
- 小キャラ予告の流れ星で左図柄に青図柄が止まってリーチになれば法則崩れで大当り濃厚だが、流れ星予告・チャンス目「2・3・8」・赤図柄で星屑のステージリーチorリクエストチャンスに発展した場合は、左に赤図柄の法則に則っているのでハズレの可能性がある。
- 小キャラ予告のカラスはノーマルリーチ確定予告だが、スーパーリーチに発展した場合は法則崩れで大当り濃厚。また鳥は複合で信頼度が変わる。カラス+フクロウはノーマルリーチ確定予告でカラス単体と同じ役割、カラス+カモメは出現した時点で、フクロウ+カモメでのリーチ成立は大当り濃厚、カラス+フクロウ+カモメは大当り確定。なので擬似連2回以上での鳥出現は激アツであることを意味する。

## スペック（STF1）
- 大当り確率（低確率）　97.7分の1
- 大当り確率（高確率）　9.77分の1
- 確変割合　100%4回転
- 大当り振り分け率　7R96回転時短 40%・7R16回転時短 50%・2R96回転時短 10%
- 時短連チャン率　96回転時短 62.8%・16回転時短 15.2%
- ラウンド・カウント数　7ラウンド・9カウント
- 賞球数　3&4&12
- 大当り出玉　2R ほぼ0個・7R 約670個